# Porcinolus undatus
Porcinolus undatus is een keversoort uit de familie pilkevers (Byrrhidae). De wetenschappelijke naam van de soort is voor het eerst geldig gepubliceerd in 1844 door Melsheimer.